# Пейчинов камък
Пейчинов камък (на английски: Peychinov Crag) е тесен скалист нунатак с дължина 3,58 км по направление северозапад-югоизток, с ширина 700 м и височина 1417 м. Намира се на Бряг Оскар II в Земята Греъм на Антарктическия полуостров, Антарктика.
Наименуван е на българското село Пейчиново във връзка с българския духовник, книжовник и просветител Кирил Пейчинович (1770 – 1845).

## Местоположение
Пейчинов камък се намира в горното течение на ледника Фласк, на 8,15 км югоизточно от скат Уши, 14,38 км западно от връх Федала и 11,45 км на север-североизток от връх Задруга.
Географски координати на връх Пейчинов камък: 65°42′38″ ю. ш. 63°08′12″ з. д. / 65.710556° ю. ш. 63.136667° з. д.

## Картографиране
Картографирането е британско от 1976 година.

## Карти
- British Antarctic Territory.  Scale 1:200000 topographic map.  DOS 610 Series, Sheet W 65 62.  Directorate of Overseas Surveys, Tolworth, UK, 1976.
- Antarctic Digital Database (ADD). Scale 1:250000 topographic map of Antarctica. Scientific Committee on Antarctic Research (SCAR). Since 1993, regularly upgraded and updated.